# 国恩寺
国恩寺，又名龍山寺（因其位處龍山），位于广东省云浮市新兴县六祖镇，是一座禅宗寺庙。2019年10月7日公布为第八批全国重点文物保护单位。

## 简介
国恩寺始建于唐弘道元年（683年），与光孝寺、南华寺鼎足而立，并称“六祖三大祖庭”，为惠能圆寂之所，也是《六祖坛经》的辑录地。2006年12月28日，国恩寺报恩塔地宫遗址发现舍利和珍贵文物。